# Шамир, Исраэль
Исраэ́ль Шами́р (род. 11 июня 1947, Новосибирск, СССР) — российско-израильский писатель, переводчик и публицист антисионистской направленности. Православный христианин. Печатался также под именами Исраэль Адам Шамир и Роберт Давид.
Критики Шамира обвиняют его в антисемитизме и называют «евреем-самоненавистником».

## Биография
Израиль Шмерлер родился в Новосибирске в еврейской семье. Окончил физико-математическую школу, затем учился в Новосибирском университете на механико-математическом факультете, а также на юридическом факультете новосибирского филиала Свердловского юридического института.
В юности примыкал к диссидентскому сионистскому движению. По данным Электронной еврейской энциклопедии, Шамир в 1969 году напечатал в Новосибирской типографии около тысячи экземпляров учебника иврита «Элеф милим».
В 1969 году репатриировался в Израиль. Согласно его собственным утверждениям, служил в израильской армии в десантных частях и принимал участие в войне Судного дня.
С 1975 г. проживал за пределами Израиля (Великобритания, Япония). Сам Шамир утверждает, что он работал в русской службе Би-Би-Си.
Шамир является гражданином Швеции, некоторые источники утверждают, что его семья проживает там. В 2003 г. журналисты, работающие для журнала Monitor, а также шведская некоммерческая организация «Экспо» (англ. Expo), позиционирующая себя как антирасистская, ссылаясь на собранные ими данные, сообщили, что Шамир проживает в Швеции под именем Ёран Ермас и представили соответствующую фотографию шведского паспорта на фамилию Ермас с фотокарточкой Шамира.
Другие критики Шамира полагают, что он живёт попеременно в Израиле и Швеции.
Согласно утверждениям самого Шамира, в настоящее время он проживает в Израиле в Яффе. Эту версию подтверждает репортаж 2009 года.
С декабря 2016 года — колумнист русскоязычной версии сайта телеканала RT.

## Политическая и литературная деятельность
К концу 70-х годов XX века Шамир разочаровался в сионистской идее. Согласно сайту Шамира, после возвращения в Израиль в 1980 г. он примкнул к левой социалистической партии МАПАМ и работал её пресс-секретарём.
В это же время занимается переводами таких авторов, как Агнон и Джойс. Автор нового перевода Одиссеи Гомера на русский язык. Перевод делался с английского перевода поэмы Лоуренса Аравийского, выполненного в прозе. Шамир владеет тремя литературными языками (русский, иврит, английский).
В 1989—1993 годах Исраэль Шамир, в качестве корреспондента (согласно его утверждениям) газеты «Гаарец» находился в России. В этот период Шамир начал сотрудничать с такими изданиями, как «Правда», «Наш современник», «Завтра». В этот же период Шамир стал членом Союза писателей России.
Шамир — автор ряда книг об Израиле/Палестине публицистического и историческо-страноведческого характера. Он часто публикуется и даёт интервью различным СМИ. Имеет собственный сайт, где размещены его статьи на многих языках.
Согласно журналу «Monitor» и группе «Экспо», в Швеции, он участвовал в пропалестинских демонстрациях и печатался в левой прессе, одна из его книг, определённая группой «Экспо» как «антисемитская», была издана в шведском издании Alhambra.
Согласно журналу «Monitor», в 2001 году в одной из основных газет Норвегии «Adresseavisa» Ермас / Шамир утверждал, что перед терактом во Всемирном торговом центре в Нью-Йорке 11 сентября 2001 года многие евреи были предупреждены о нём с помощью СМС-сообщений.
Согласно шведской антифашистской группе «Экспо», Шамир оказывал поддержку американской неонацистской группе «Национальный альянс» (англ. National Alliance) (см. ниже), организовавшей фестиваль «Рок против Израиля».

## Взгляды Шамира
Исраэль Шамир выступает за права палестинского населения. Он действует как одиночка, не состоя в рядах общественных организаций и политических партий. В своей борьбе против сионизма Исраэль Шамир часто солидаризуется с ультралевыми и ультраправыми активистами в России, Европе и США. Шамир выступает за создание на месте Израиля, Западного берега реки Иордан и сектора Газа единого двунационального еврейско-арабского государства.
В статье «Рождественские поздравления эллинам» Шамир пишет, что мир на Ближнем Востоке не установится, пока евреи не перейдут в христианство: «Нет шанса для мира на Святой земле, пока положение синагоги не будет подорвано и евреи не будут спасены церковью».
Шамир полагает, что в основе еврейского сознания лежит глубокое сомнение в равенстве еврея и нееврея. Согласно Шамиру, приверженцы такого представления не воспринимают жизнь еврея и палестинца как равноценные величины. Шамир сравнивает отношение «еврейского сознания» к нееврею с отношением человека к животному.
По мнению Шамира, евреи из-за веков гонений воспринимают себя в роли жертвы и воспроизвели модель «мучитель-жертва» в Израиле, однако в Израиле они восприняли роль мучителя и притеснителя. Шамир называет такое положение вещей «местью не по адресу».
В статье «Тень ZOG» (аббревиатура «Сионистское оккупационное правительство»), Шамир, рассуждая о двойной лояльности американских евреев и двойных стандартах в политике США, пишет о том, что война в Ираке в 2003 году была инспирирована произраильским лобби в США с целью создания в Ираке дружественного Израилю режима.
В статье «Скала Инакомыслия» Шамир объявляет о своей готовности работать в деле защиты прав палестинцев в американской организации «Национальный альянс» (англ. National Alliance), членами которой могут быть только люди белого, не-еврейского происхождения. Шамир допускает, что Альянс может рассматриваться как союзник в борьбе против политики Израиля в отношении палестинцев. «Они не могут быть расистами более, чем нынешнее израильское правительство или лидеры американского еврейского населения», пишет Шамир и выражает недоумение, что в отличие от «Национального Альянса» произраильские организации никто не бойкотирует. Многие палестинские организации бойкотировали антисионистcкий концерт «Национального Альянса», опасаясь, что их упрекнут в связях с неонацистами. Шамир по этому поводу пишет, что бояться им нечего, так как в Израиле и среди еврейской диаспоры, а также в западных СМИ палестинцев очернили как только можно, и уже не раз, и сравнивали с нацистами.
Шамир отвергает мнение многих комментаторов о том, что партия «Наш дом Израиль» под руководством Авигдора Либермана является расистской. Он одобряет план Либермана об обмене территориями между Израилем и будущим Палестинским государством.
В августе 2017 года выступил одним из 20 подписантов письма президенту Франции Эмманюэлю Макрону с просьбой помиловать отбывающего тюремное заключение террориста Ильича Рамиреса Санчеса.

## Мнение Шамира о «кровавом навете»
Шамир полагает, что в современных западных СМИ кровавым наветом зачастую пытаются назвать любую критику в отношении Израиля или отдельных евреев (например, критику Ариэля Шарона за резню в Сабре и Шатиле, или критику в адрес Сороса за обвал малайзийского рынка, или критику Израиля за смерть детей во время второй интифады). Обвинение евреев в «кровавом навете» в СМИ настоящее время немыслимо. При этом, отмечает Шамир, «кровавые наветы» в адрес других национальных групп вполне допустимы. Как правило, в жертвах среди мирного населения во время «акций возмездия» в израильских и западных СМИ обвиняется не армия Израиля, а сами палестинцы, «подставляющих своих детей под израильский огонь в качестве живых щитов». Шамир считает, что таким образом сионисты демонизируют целую нацию, но заслуженного возмущения и упрёков в расизме такие утверждения не вызывают.
Шамир пытается понять происхождение легенды о кровавых жертвоприношениях, якобы встречающихся у евреев. Со ссылкой на израильского историка Исраэля Юваля он пишет, что во время Первого крестового похода в Майнце лидер еврейской общины Ицхак бен Давид убил в синагоге несколько малолетних еврейских детей с целью принесения искупительной жертвы через два дня после противостояния с христианами, когда непосредственной угрозы евреям уже не было. Таким образом, по мнению Шамира, в Европе запомнили, что евреи убивали детей в ритуальных целях, а то, что это были еврейские дети, со временем забылось.
Шамир полагает, что в дальнейшем иногда могли совершаться жертвоприношения и нееврейских детей с целью искупления. Возможно, пишет Шамир, такие преступления совершались еврейскими сектантами-маньяками, отклонившемся от основного направления иудаизма. В качестве примера Шамир приводит и сектантов-христиан, которые порой занимались чёрной магией и человеческими жертвоприношениями в извращённых христианских ритуалах.
Вновь ссылаясь на Юваля, Шамир пишет, что миф о замешивании крови в мацу скорее всего выдумка и произошёл от различных антихристианских ритуалов, практикуемых евреями в Средневековье на праздник Песах.
Шамир полагает, что позиция многих людей о неприятии априори возможности ритуальных убийств со стороны отдельных евреев (возможно сектантов) не может быть оправдана.
Он приводит примеры с Дрейфусом и Бейлисом, и утверждает, что вместо того, чтобы дать правосудию работать в обычном режиме и выяснить правду, евреи и сочувствующие им создали массовую истерию во Франции и России с целью добиться оправдательного приговора. Тем самым была подорвана вера в судебную систему. После дел Дрейфуса и Бейлиса евреи в глазах многих «стали выше закона», и это вызвало обратную реакцию в 1930-х.

## Книга Шамира «Цветы Галилеи». Судебные преследования во Франции
Издатель книги Шамира «Цветы Галилеи» был привлечен к уголовной ответственности во Франции по иску «Международной лиги по борьбе с расизмом и антисемитизмом». По признанию самого Шамира, в 2005 году французский суд приговорил его к штрафу в 23500 евро и трёхмесячному заключению, поскольку изданная книга, согласно решению суда, разжигает ненависть к евреям.
Книга «Цветы Галилеи» была издана, помимо французского, ещё на многих языках, в том числе на английском и русском. Она свободно продаётся в США.

## Критика
Корреспондент АЕН в Швеции, журналист Дмитрий Вассерман, ссылаясь на организацию «Экспо», утверждает, что «большинство приведенных на странице Шамира данных о своей карьере оказались ложью: он никогда не работал ни в израильской газете „Гаарец“, ни на Би-би-си». По утверждению обвинителей Шамира в фальсификации биографии, в газете «Гаарец» было опубликовано лишь небольшое количество репортажей Шамира, в качестве нештатного корреспондента.
Критики обвиняют Шамира в пропаганде антисемитизма, связях с антисемитскими и неонацистскими организациями, а также в фальсификации своей биографии (см. врезку).
Некоторые палестинские представители не разделяют его взгляды. Али Абунима, видный критик СМИ на веб-сайте Интифады и Хуссейн Ибиш, представитель американо-арабского Комитета Борьбы с Дискриминацией (ADC), в 2001 году заявили, что Шамир "является не столько антиизраильским оппозиционером, сколько банальным юдофобом. По их словам «оппозиция Шамира заключается в перефразировке классических элементов старой юдофобской традиции».
Журнал «Socialist Viewpoint», поддерживающий борьбу палестинского народа против «израильской оккупации», сперва сотрудничал с Шамиром, но позже отказался сотрудничать с ним. По словам редакторов, они обнаружили в статьях Шамира «более чем намёк на антисемитский нонсенс». Роналду Ранс, автор одной из статей в журнале, пишет:

Вот причина моей враждебности в отношении Израиля Шамира, который пишет также под именами Шмерлин, Роберт Дэвид, Василий Красевский и Jøran Jermas. Я не могу поручиться, которое из них является истинным для Израиля Шамира: 

Он, очевидно — правый российский журналист, называющий себя левым евреем-израильтянином…
Дмитрий Сливняк:

Исраэль Адам Шамир известен также как Роберт Давид, Йоран Йермас, Адам Эрмаш, Василий Красевский, не говоря уже о том, что когда-то он именовался Израилем Иосифовичем Шмерлером (Шмерлиным? Шмерлингом?). Иногда называет себя израильтянином, иногда — русским православным палестинцем; при этом получил шведское гражданство и в качестве шведа сменил имя (не псевдоним!) Йоран Йермас на Адам Эрмаш. Игра с именами, достойная скорее какого-нибудь международного авантюриста, чем поборника «малой родины».
Михаил Агурский в Jerusalem Post (1991) пишет о своем двойственном впечатлении о Шамире. Согласно Агурскому, в Израиле Шамир был связан с крайне левыми группами, осуждая при этом антиеврейских правых националистов в России. В то же время его стали ассоциировать с антисионистскими и антиеврейскими правыми группами в России. Агурский пишет, что в одной из своих статей для российского журнала Шамир (под именем Роберт Дэвид) назвал Андрея Сахарова «вредным сионистским агентом».
В нашумевшем Письме 5000, адресованном Генпрокуратуре России и оцененном МИДами России и Израиля и рядом СМИ в России и других странах как антисемитское, говорится:

Мы очень ценим тот факт, что в неприятии этого иудейского человеконенавистничества с нами вполне единомысленны наиболее честные представители еврейского народа, такие граждане Израиля, как Исраэль Шахак из Иерусалимского университета и Исраэль Шамир, осуждающие мораль «Шулхан аруха» и в талмудической теории, и в государственной практике еврейских властей по отношению к палестинцам.

Участие Шамира в конференции «Сионизм — угроза мировой цивилизации» в Киеве 3 июня 2005 года, одним из соорганизаторов которой был Дэвид Дюк, американский расист, бывший организатор и «Великий Магистр» отделения Ку-клукс-клана в Луизиане, автор книги «Еврейский вопрос глазами американца», обвиняемый также в антисемитизме, наряду с другими обвиняемыми в антисемитизме лицами, было осуждено многими коммунистами. В ответ на упрёки за участие в этой конференции Шамир обвинил критиков в двуличии и в том, что видя отдельные проявления расистской идеологии у участников конференции, они не замечают их в политике государства Израиль и идеологии сионизма. Он также заявил, что участники конференции хотя все и придерживались антисионистских взглядов, но зачастую многие другие их взгляды были крайне противоположными от крайне правых до крайне левых, однако это, по мнению Шамира, не повод, чтобы не принимать участие в конференции.
В декабре 2006 года Шамир написал предисловие к сборнику, посвященному ревизионистской конференции «Обзор Холокоста: глобальное видение» в Тегеране.
В 2009 году в интервью М. Омару, он назвал ужасным призыв Папы Римского «верить в Холокост», так как «Холокост является культом». Он также подтвердил, что поздравил Ахмадинежада с победой на выборах президента Ирана.
В начале 2011 года, после того как «Гардиан» назвала Шамира «пресловутым отрицателем Холокоста и автором ряда антисемитских статей», Шамир написал в свою защиту, что любой, кто верит в Бога, должен отрицать «культ Холокоста», поясняя, что он «не отрицает факты еврейской трагедии, но отрицает религиозную спасительную значимость, подразумеваемую термином „Холокост“, отрицает его метафизическую уникальность, отрицает морбидный культ Холокоста и считает, что любой богобоязненный человек, иудей, христианин или мусульманин, должен отвергнуть этот культ, как Авраам отверг и разрушил идолов».
В интервью Tablet Magazine Шамир был описан как «сомневающийся в Холокосте», неоднократно отказываясь признать массовые уничтожения в Освенциме.